# Megistostegium
Megistostegium es un género con cuatro especies de fanerógamas perteneciente a la familia  Malvaceae.

## Especies
- Megistostegium microphyllum
- Megistostegium nodulosum
- Megistostegium perrieri
- Megistostegium retusum

- Datos: Q9031216
- Multimedia: Megistostegium / Q9031216
- Especies: Megistostegium